# مسجد نعيمة الجيبجي
مسجد نعيمة الجيبجي، من مساجد العراق التراثية القديمة المشهورة ويقع بالقرب من مسجد أحمد بن حنبل على جانب ساحة الميدان، في جانب الرصافة من بغداد، أسسته وعمرته نعيمة خاتون بنت مصطفى الجيبجي في عام 1247هـ وقد كتب على باب المسجد بحجر من رخامة بيضاء ما نصه (هذا ما عمرته نعيمة خاتون بنت مصطفى الجيبجي 1247هـ).
وجدد هذا المسجد عام 1396 هـ/ 1976م، وقد شمل التجديد الحرم، والمسجد مغلق في الوقت الحالي.